# Єлець
Єле́ць (рос. Елец) — місто в Росії, адміністративний центр Єлецького району Липецької області. Утворює самостійну адміністративну одиницю у складі області — міський округ «місто Єлець». Знаходиться за 78 км на захід від Липецька. Розташований на берегах річки Бистра Сосна при впадінні в неї річки Єльчик.   Населення за оцінкою 2025 року, становить 93 761 особа.

## Історія

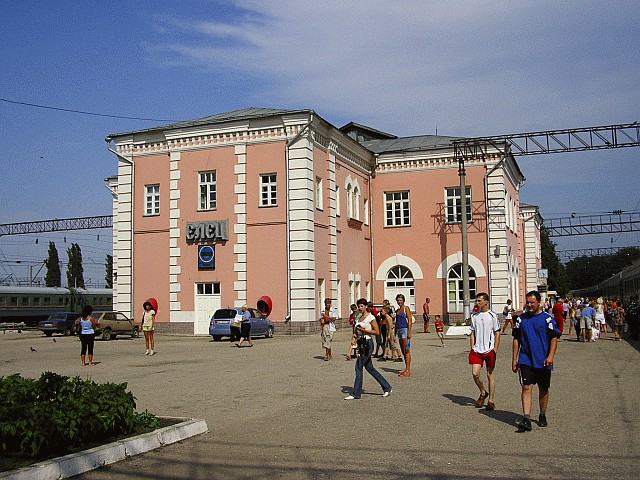
Залізничний вокзал міста

Перша достовірна згадка про Єлець відноситься до 1389 року, коли митрополит Пимен зустрів біля злиття Дону з річкою Воронеж князя Єлецького.
Протягом більшої частини XV—XVI століть місто Єлець не згадується, що дає підставити сумніватись в його існуванні в цей період. Наприкінці 1591 року за наказом царя Федора Івановича починається будівництво нової фортеці Єлець. Будівництво велося на незаселеній території козаками, стрільцями та дітьми боярськими.
Спочатку місто було населене людьми, що несли військову службу. Разом з містом виникає повіт. В 1606 році єльчани виступали проти царя Василя Шуйського на стороні «царевича» Дмитра. В 1618 році місто було взяте військами українського гетьмана Петра Сагайдачного під час Польсько-московської війни 1617—1618.
В XVII—XVIII століттях Єлецький повіт активно заселявся. Більшість населення повіту складали нащадки службових людей, меншу частину населення становили селяни-кріпаки. В середині XVIII століття до адміністративної реформи 1779 року Єлець був центром провінції Воронезької губернії.

## Населення
Зміна чисельності населення за період з 1825 по 2021 рік.

## Економіка
Основою економіки міста є такі галузі:
- Гірничодобувна галузь (видобуток вапняку на чотирьох кар'єрах)
- машинобудування («Єлецьгідроагрегат» — гідроциліндри для сільськогосподарського машинобудування, «Гідропривід» — насосна техніка
- будівництво;
- хімічна галузь («Енергія» — хімічні джерела струму, «Прожекторне вугілля» — вугільні електроди)
- легка промисловість («Єлецькі мережива» — традиційний місцевий промисел, який має популярність; підприємства малого бізнесу)
- харчова промисловість (Єлецький цукровий завод побудований 1965 року, тютюнова фабрика "Дж. Т. І. Єлець", підприємства малого бізнесу)

## Видатні уродженці
- Массалітінов Микола Осипович (1880—1961) — російський та болгарський театральний діяч, актор, режисер, педагог
- Бутягіна Варвара Олександрівна (1900—1987) — поетеса, кіносценарист
- Рорат Олександр Йосипович (1910—1943) — радянський військовик, учасник нацистсько-радянської війни, Герой Радянського Союзу
- Хрєнников Тихон Миколайович (1913—2007) — Народний артист СРСР, Герой Соціалістичної Праці
- Дякін Михайло Васильович (1914—1945) — радянський офіцер, Герой Радянського Союзу.
- Сисенко Борис В'ячеславович (1970—2014) — воєначальник терористичної організації «ДНР» початкового етапу війни на сході України. Командир угрупування бойовиків, які захоплювали ДАП.